# CONCACAFフットサル選手権
CONCACAFフットサル選手権（CONCACAF Futsal Championship）は、北中米カリブ海サッカー連盟 (CONCACAF) による北中米カリブ海のナショナルチームによるフットサル大会である。1996年に第1回大会が行われ、以降4年に1度開催されている。

## 結果
| 1996 詳細 | グアテマラ グアテマラシティ | · アメリカ合衆国 | 7 - 3              | · キューバ | · メキシコ       | 3 - 1  | · グアテマラ |
| 2000 詳細 | コスタリカ サン・ホセ       | · コスタリカ     | 2 - 0              | · キューバ | · アメリカ合衆国 | 5 - 1  | · メキシコ   |
| 2004 詳細 | コスタリカ エレディア       | · アメリカ合衆国 | 2 - 0              | · キューバ | · コスタリカ     | 12 - 5 | · メキシコ   |
| 2008 詳細 | グアテマラ グアテマラシティ | · グアテマラ     | 3 - 3 (5 – 3 pen.) | · キューバ | · アメリカ合衆国 | 7 - 1  | · パナマ     |
| 2012 詳細 | グアテマラ グアテマラシティ |                  |                    |            |                  |        |              |

## 優勝回数
| 回数 | 国             | 優勝年     |
| ---- | -------------- | ---------- |
| 2回  | アメリカ合衆国 | 1996, 2004 |
| 1回  | コスタリカ     | 2000       |
| 1回  | グアテマラ     | 2008       |